# Teresa Ansúrez
Teresa Ansúrez (ur. przed 943, zm. 25 kwietnia 997 w Oviedo) – królowa Leónu w latach 960-966 lub 967 jako żona Sancho I Grubego, a następnie regentka królestwa Leónu w latach 975-979 w imieniu swojego syna Ramiro III.
Elwira był córką hrabiego Ansur Fernándeza i jego żony Gontrody Nuñez.
W 960 poślubiła króla Leónu Sancho I Grubego. Ich dziećmi byli:
- Ramiro III (961-985),
- Urraka z Leónu (?-997).

Po śmierci męża Teresa wstąpiła do klasztoru. Regencję objęła siostra Sancha – Elwira Ramírez (która była zakonnicą). W roku 975 połączone siły chrześcijańskich władców: hrabiego Kastylii Garcii I Fernandeza, króla Nawarry Sancho II oraz hrabiego Monzón, Peñafiel i Campos Fernando Ansúreza (brata Teresy Ansúrez) zaatakowały muzułmanów w San Esteban de Gormaz. Siły oblegających zostały wzmocnione przez przybycie regentki Elwiry i Ramiro III z posiłkami. Jednak atak na miasto zakończył się porażką chrześcijan. Po tej klęsce Elwira wycofała się z dworu. Od tej pory obowiązki regentki pełniła Teresa Ansúrez.
Po śmierci Ramiro III i po nieudanej próbie osadzenia na tronie Leónu jego syna Ordoño Ramíreza, Teresa Ansúrez osiadła w klasztorze w Oviedo, dokąd zabrała ze sobą z Leónu relikwie męczennika św. Pelagiusza z Kordoby, które zostały sprowadzone do Leónu w 967 roku w efekcie starań męża Teresy króla Sancho I i jego siostry Elwiry. Teresa Ansúrez prawdopodobnie była zaangażowana w zaaranżowanie małżeństwa jej wnuka Ordoño Ramíreza z Krystyną Bermúdez, córką Bermudo II.